# Asura bipars
Asura bipars är en fjärilsart som beskrevs av Walker 1865. Asura bipars ingår i släktet Asura och familjen björnspinnare. Inga underarter finns listade i Catalogue of Life.